# Bulbophyllum serrulatifolium
Bulbophyllum serrulatifolium là một loài phong lan thuộc chi Bulbophyllum.